# ديفيد كولمان
ديفيد كولمان (بالإنجليزية: David Coleman)‏ (27 مارس 1942 بكولشيستر في المملكة المتحدة - 23 سبتمبر 2016) هو لاعب كرة قدم بريطاني في مركز الهجوم. لعب مع كولتشستر يونايتد وهارويتش وباركستون ‏ وF.C. Clacton ‏ وStanway Rovers F.C. ‏.